# Mukbang
Il Mukbang (먹방?) è una trasmissione audiovisiva online in cui una persona mangia del cibo mentre interagisce con il proprio pubblico. Questo tipo di trasmissioni, solitamente trasmesse su siti di streaming come AfreecaTV, YouTube, Twitch o TikTok, è diventato popolare in Corea del Sud nel 2010, e si è poi successivamente diffuso a livello internazionale.
La parola è una crasi tra "mangiare" e “trasmettere” nella lingua coreana: 먹다 (mokta) "mangiare" e 방송 (bangsong) "trasmettere". Gli streamer che realizzano questo tipo di trasmissioni sono chiamati BJ (Bang Jockey).

## Storia
Il primo esempio di Mukbang sulla piattaforma di streaming sudcoreana Afreeca TV nel 2009, ottenendo subito un rapido successo. Le ragioni della popolarità di questi video sono ricondotte al fatto che un numero sempre maggiore di coreani è costretto a mangiare da solo, e quindi guardare gli spettacoli di Mukbang terrebbe loro compagnia. Fra gli streamer più famosi di questo primo periodo si segnalano Banzz, Diva che riescono anche a guadagnare cifre significative con i loro video grazie alle donazioni ricevute dagli spettatori e dalle sponsorizzazioni. 
Intorno al 2015 le trasmissioni di Mukbang, trasmesse anche su YouTube e Twitch, iniziano a guadagnare una crescente popolarità negli Stati Uniti d'America con il successo dei BJ Monnytang e Steve Sushi, tanto che nel 2016 Twitch introduce la categoria di video Social eating.